# Vulgichneumon leucaniae
Vulgichneumon leucaniae är en stekelart som först beskrevs av Tohru Uchida 1924.  Vulgichneumon leucaniae ingår i släktet Vulgichneumon och familjen brokparasitsteklar. Inga underarter finns listade i Catalogue of Life.